# Standard Generalized Markup Language
SGML (en anglès Standard Generalized Markup Language - ISO 8879:1986 SGML) És un conjunt de normes ISO que evoluciona a partir del GML desenvolupat per IBM. Estableix la sintaxi a utilitzar per a generar documents de marcació que contenen informació estructurada seguint una funcionalitat lògica. El contingut dels documents és textual i s'organitza en etiquetes que representen entitats, atributs d'aquestes etiquetes que representen l'estat particular d'una entitat i el contingut d'aquestes entitats que pot incloure altres etiquetes o dades. L'SGML no defineix les entitats ni atributs a utilitzar en la definició d'un document així com els atributs o les seves característiques, ni tampoc les relacions entre les entitats representades o la manera en què es relacionen, però això pot ser establert mitjançant un document que les defineixi anomenat DTD.